# Claoxylon winkleri
Claoxylon winkleri är en törelväxtart som beskrevs av Ferdinand Albin Pax och Käthe Hoffmann. Claoxylon winkleri ingår i släktet Claoxylon och familjen törelväxter. Inga underarter finns listade i Catalogue of Life.